# NGC 3372
NGC 3372 је емисиона маглина у сазвежђу Прамац која се налази на NGC листи објеката дубоког неба.
Деклинација објекта је - 59° 52' 0" а ректасцензија 10h 45m 6,0s. Привидна величина (магнитуда) објекта NGC 3372 износи 9,9 а фотографска магнитуда 3,0. NGC 3372 је још познат и под ознакама ESO 128-EN13, Eta Car nebula.